# چهارباندی
چهارباندی فیلمی اجتماعی به کارگردانی محمدجعفر باقری‌نیا محصول سال ۱۳۹۱ است.

## داستان فیلم
رحیم طوسی در چهارباندی مهرشهر کرج دکه کتابفروشی دارد. طی سرقتی که در آن محل انجام می‌گیرد دو دختر وارد زندگی او می‌شوند و …

## بازیگران
- رضا رویگری
- احمد نجفی
- نسرین مقانلو
- شهره قمر
- نیما شاهرخ شاهی
- نازنین فراهانی
- علیرضا جامعی
- فلور نظری
- حمیدرضا حاجی محمدزاده
- هدایت الله سجادی
- فائزه کریمی
- عزت‌الله جامعی
- هایده حائری
- مهتاب سعیدی

## عوامل تولید[۳]
- نویسنده: محمدجعفر باقری‌نیا
- کارگردان: محمدجعفر باقری‌نیا
- مدیرفیلمبرداری: حسن اسدی
- صدابردار: جعفر علیان
- طراح چهره‌پردازی: حسین اردستانی
- طراح صحنه: محمدیوسف قوچانی
- صداگذار: آرش قاسمی
- تدوین: کاوه ایمانی
- تهیه‌کننده: عزت‌الله جامعی ندوشن
- مدیرتولید: عزت‌الله جامعی ندوشن